# Centris flavifrons
Centris flavifrons là một loài Hymenoptera trong họ Apidae. Loài này được Fabricius mô tả khoa học năm 1775.